# Universitat de Xipre
La Universitat de Xipre (grec: Πανεπιστήμιο Κύπρου) és una universitat pública de recerca establerta a Xipre el 1989. Va admetre els seus primers estudiants l'any 1992 i compta amb uns 7.000 estudiants.

## Història
La Universitat de Xipre es va establir el 1989 i va admetre els seus primers estudiants el 1992.
L'admissió per a la majoria dels estudiants de grau es fa mitjançant proves d'accés organitzades pel Ministeri d'Educació i Cultura de la República de Xipre. Es reserven diverses places per a alumnes amb necessitats o circumstàncies especials.
Quan es va obrir la Universitat de Xipre, la classe entrant estava formada per 486 estudiants de grau. Durant el curs 2010–2011, 4.691 estudiants de grau van assistir als cursos oferts pels 21 departaments. Paral·lelament, hi havia 1549 estudiants de postgrau.

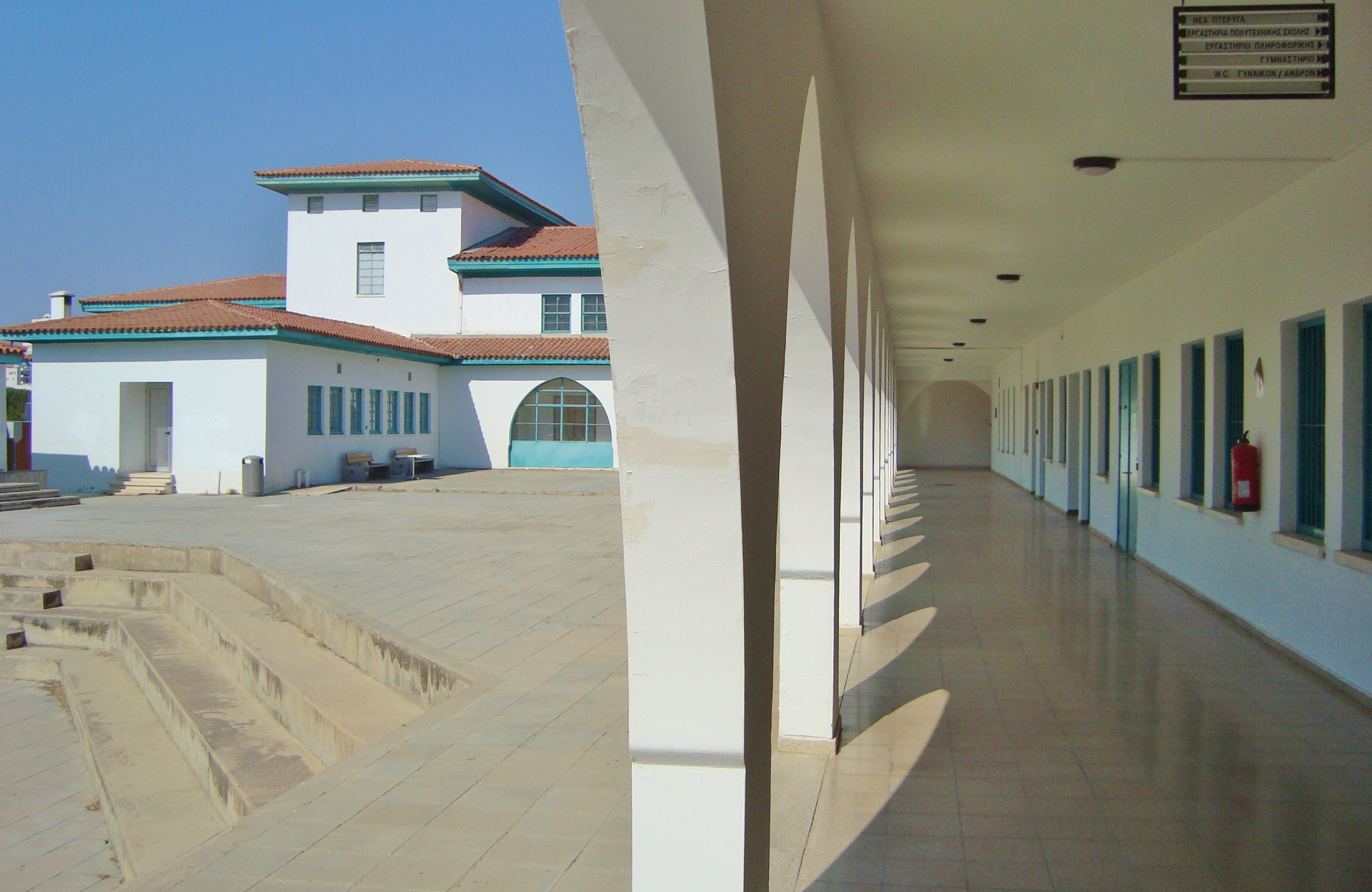
Universitat de Xipre a Nicòsia, capital de la República de Xipre

## Reputació acadèmica
Amb seu a la capital de Xipre, Nicòsia, l'ensenyament és principalment en grec. Les llengües oficials són el grec i el turc, però només uns pocs parlants turcs estan registrats. Des de setembre de 2005, el sistema de punts de crèdit universitari es basa en el Sistema Europeu de Transferència i Acumulació de Crèdits.
Els elegibles per participar en l'examen d'accés a la Universitat de Xipre són ciutadans xipriotes o aquells amb almenys un progenitor d'origen xipriota.
La diàspora grega i els xipriotes que pertanyen a grups religiosos específics segons determina la constitució de Xipre, els xipriotes repatriats i els xipriotes que són residents permanents a la resta de països, poden reclamar un nombre limitat de llocs (3% dels estudiants xipriotes admesos) basat en el Certificat General d'Educació Secundària o Certificat General d'Educació o altres exàmens equivalents. Els turcoxipriotes que tenen un diploma de batxillerat de sis anys són elegibles per a l'admissió després de superar els exàmens especials establerts per la Universitat.
Els programes d'estudis de la Universitat de Xipre es basen en hores de crèdit. A més de les 120 hores de crèdit, l'estudiant ha de completar el requisit universitari de llengua estrangera de 6 a 9 crèdits. La Universitat administra el domini .cy.
Segons el QS World University Rankings, la Universitat de Xipre ocupa el lloc 440 del món.

## Facultats
Hi ha vuit facultats:

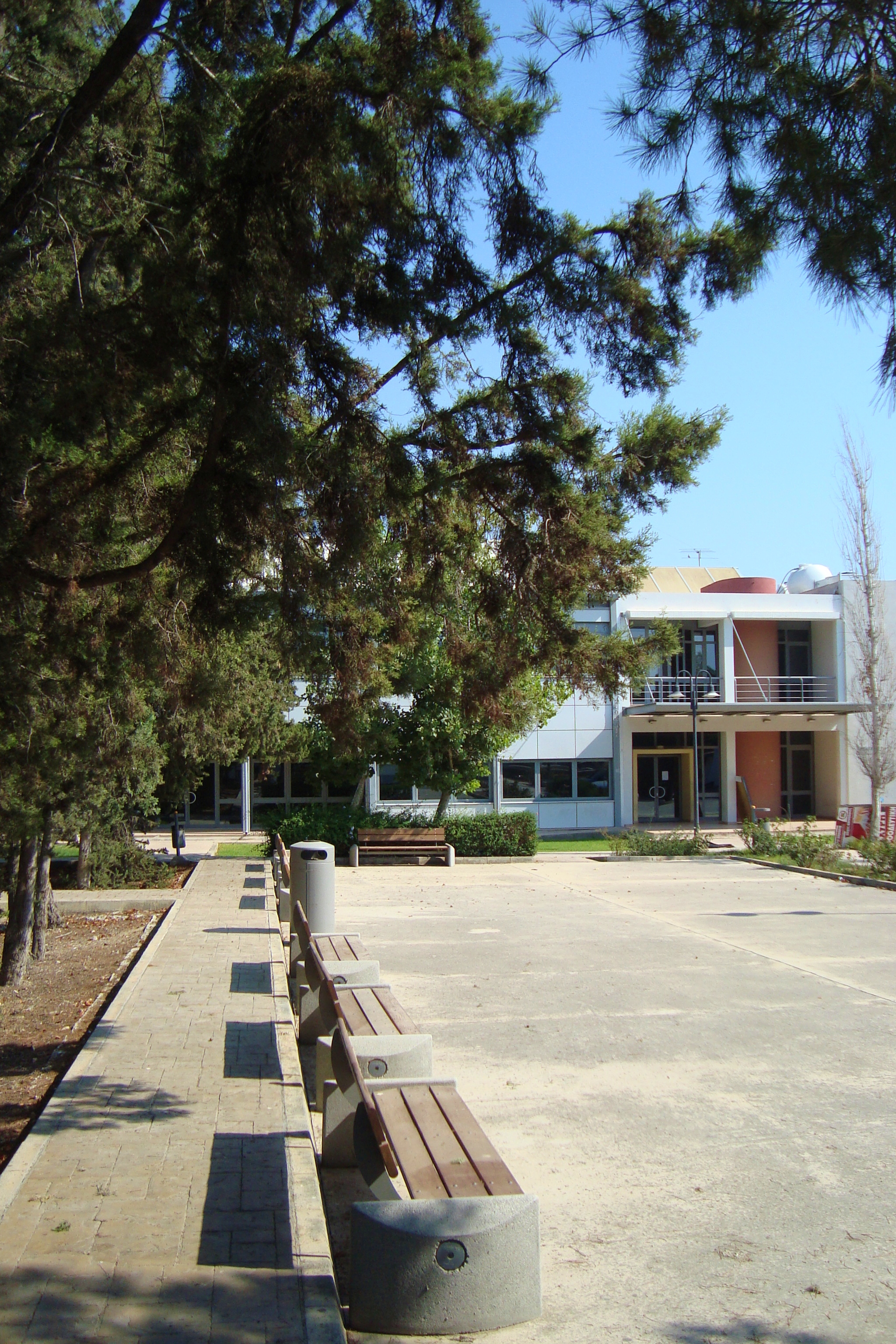
Departament de Matemàtiques

- Facultat d'Humanitats: tres departaments i un Centre d'Idiomes
- Facultat de Ciències Pures i Aplicades: cinc departaments i el Centre d'Oceanografia
- Facultat de Ciències Socials i de l'Educació: quatre departaments i el Centre d'Estudis de Gènere
- Facultat d'Economia i Gestió: dos departaments, el Centre d'Investigació Econòmica i el Centre d'Investigació Bancària i Financera
- Facultat d'Enginyeria: quatre departaments, el Centre de Recerca en Nanotecnologia, el Centre d'Excel·lència de Recerca i Innovació KIOS i el Centre Internacional de Recerca de l'Aigua NIREAS
- Facultat de Lletres: tres departaments i la Unitat de Recerca Arqueològica
- Facultat de Postgrau
- Escola de Medicina

## Biblioteca
La biblioteca ofereix accés a més de 700.000 títols de llibres impresos i electrònics, desenes de milers de títols de revistes en línia i impreses i 160 bases de dades científiques. També inclou material audiovisual i digitalitzat. La biblioteca es va traslladar al nou campus universitari, al nou " Stelios Ioannou Learning Resource Center ", dissenyat per l'arquitecte francès Jean Nouvel, l'any 2017.

## Recerca
Hi ha més de 200 programes de recerca en curs, en col·laboració amb altres autoritats acadèmiques, privades i governamentals. A més, durant el període 2012-2019 es van completar més de 550 programes.

## Alumnes destacats
- Anna Prodromou, consultora de comunicació grecoxipriota, periodista, conferenciant i educadora
- Anna Theologou, economista i política grecoxipriota
- Demetrios Nicolaides, polític canadenc
- Doğuş Derya, activista i polític turc-xipriota
- Maria Elena Kyriakou, cantant grecoxipriota
- Neşe Yaşın, poeta i autor turc-xipriota
- Yvonne Jegede, actriu, productora de cinema, model i personalitat televisiva nigeriana